# Jabulania
Jabulania clancularia, monotipski rod kukaca ravnokrilaca (Orthoptera) čiji je jedini predstavnik, otkriven 2009 godine u Dominikanskoj Republici.
Pripada natporodici (Grylloidea) i porodici zrikavaca Gryllidae. 